# Baubo
Baubo (en grec antic Βαυβώ/ Baubố), en la tradició òrfica de la mitologia grega, és una figura femenina lligada als misteris d'Eleusis i a la història de Demèter i Core.

## Mite
L'escena mítica on apareix Baubo té lloc mentre Persèfone ha estat raptada per Hades. Demèter, la seva mare, la busca per tota la Terra. A Eleusis, ha estat acollida per Baubo. Submergida en la seva tristesa, ella refusa el ciceó (barreja d'ordi i d'herbes) que li ofereixen. Baubo s'arremanga llavors el seu peple i, «descobrint les seves parts, les mostra a la deessa». El jove Iacus, que es troba allà, agita la mà per sota la sina de Baubo. Alegrada per l'espectacle, Demèter accepta finalment la beguda.
El relat prové del fragment d'un himne òrfic preservat per Climent d'Alexandria en el seu Protrèptic i, sota una forma diferent i probablement corrompuda, per Arnobi en la seva traducció llatina del text de Climent. Troba el seu paral·lel en l'himne homèric a Demèter on una certa Iambe, en circumstàncies similars, fa riure la deessa amb bromes grolleres.
Aquests dos relats corresponen a un ritual concret dels misteris d'Eleusis, els Γεφυρισμοί / Gephurismoí, literalment les «burles grolleres». Quan els mistes (els iniciats) arriben en processó al pont a la frontera entre Atenes i Eleusis, a la caiguda de la nit, els acullen figures emmascarades amb bromes i gestos obscens.Quan els primers estels apareixen, seguint l'exemple de Demèter a casa de Baubo els mistes trenquen el dejuni. Hom ha també suggerit que el ritual de l'exposició indecent, l'anasirma (ἀνάσυρμα / anásurma) es remuntava originàriament a les Tesmofòries, festivitats en honor de Demèter.
El nom de Baubo és un doblet del de Iambe; és versemblant que estigui lligat al verb βαυβάω /  baubáô, «adormir-se, fer nones». Evoca, doncs, naturalment una dida; la paraula designa també el sexe femení.

## Representacions artístiques
S'anomenen « Baubos » determinat tipus de figuretes de terracota que representen una dona exposant el seu sexe, i en que sovint el cap és petit i rudimentari.